# Lijst van rijksmonumenten in Well (Gelderland)
De plaats Well telt 16 inschrijvingen in het rijksmonumentenregister. Hieronder een overzicht.
| Object | Oorspronkelijke functie?  | Bouwjaar                                 | Architect | Locatie          | Coördinaten?                  | Nr.?   | Afbeelding |
| --- | ------------------------- | ---------------------------------------- | --------- | ---------------- | ----------------------------- | ------ | --- |
| Amerikaanse windmotor | Industrie- en poldermolen | ca. 1920                                 |           | Heust 12 bij     | 51° 44' 51" NB, 5° 12' 20" OL | 523787 | Meer afbeeldingen |
| Pand onder omlopend rieten schilddak. In de verdieping en in de zijgevels vensters met goede roedenverdeling. Voorgevel was lange tijd verminkt door een etalage, die in 1983 hersteld is naar de originele gevel. | Boerderij                 | 1920                                     |           | Dorpstraat 1     | 51° 44' 40" NB, 5° 12' 19" OL | 8108   | Pand onder omlopend rieten schilddak. In de verdieping en in de zijgevels vensters met goede roedenverdeling. Voorgevel was lange tijd verminkt door een etalage, die in 1983 hersteld is naar de originele gevel. |
| Hervormde Kerk | Kerk en kerkonderdeel     | midden 16e eeuw                          |           | Dorpstraat 7     | 51° 44' 40" NB, 5° 12' 13" OL | 8109   | Meer afbeeldingen |
| Toren Hervormde Kerk | Kerk en kerkonderdeel     | 13e-15e eeuw                             |           | Dorpstraat bij 7 | 51° 44' 40" NB, 5° 12' 13" OL | 8110   | Meer afbeeldingen |
| Een statige hoeve, T-huis, waarvan het rechts onderkelderde woonhuis een verdieping en een rieten zadeldak bezit                                                                                                   | Boerderij                 | vroeg 19e eeuw                           |           | Heust 3          | 51° 44' 43" NB, 5° 12' 18" OL | 8112   | Een statige hoeve, T-huis, waarvan het rechts onderkelderde woonhuis een verdieping en een rieten zadeldak bezit                                                                                                   |
| Boerderij met rieten wolfdak en in de zijgevel een stroomlaag. Vensters met luiken en 15- en 12-ruitsramen | Boerderij                 | 18e eeuw                                 |           | Heust 19         | 51° 44' 51" NB, 5° 12' 16" OL | 8113   | Boerderij met rieten wolfdak en in de zijgevel een stroomlaag. Vensters met luiken en 15- en 12-ruitsramen |
| Pand met vensters met oude kozijnen, luiken en schuiframen, waarin een twintig- en negenruitsroedenverdeling | Boerderij                 | 1831 (jaartalankers)                     |           | Lenshoek 1       | 51° 45' 48" NB, 5° 10' 47" OL | 8115   | Upload foto |
| Huis van Malsen of Slot te Well | Kasteel, buitenplaats     | eerste helft 16e eeuw (torenvormig deel) |           | Dreef 7          | 51° 44' 48" NB, 5° 12' 24" OL | 529089 | Meer afbeeldingen |
| Well: historische tuin- en parkaanleg | Tuin, park en plantsoen   | 19e/20e eeuw                             |           | Dreef bij 7      | 51° 44' 47" NB, 5° 12' 23" OL | 529090 | Meer afbeeldingen |
| Well: poortgebouw | Bijgebouwen kastelen enz. | 1934 (herbouw)                           |           | Dreef bij 7      | 51° 44' 46" NB, 5° 12' 25" OL | 529091 | Meer afbeeldingen |
| Well: koetshuis | Bijgebouwen kastelen enz. | 1933 (herbouw)                           |           | Dreef 5          | 51° 44' 46" NB, 5° 12' 24" OL | 529092 | Meer afbeeldingen |
| Well: houten brug | Tuin, park en plantsoen   | 1927-1928 (vervanging)                   |           | Dreef bij 7      | 51° 44' 47" NB, 5° 12' 25" OL | 529093 | Meer afbeeldingen |
| Well: valbrug | Tuin, park en plantsoen   | 1934                                     |           | Dreef bij 7      | 51° 44' 46" NB, 5° 12' 25" OL | 529094 | Meer afbeeldingen |
| Well: hekken met tekst 'Slot' en Well | Tuin, park en plantsoen   | 1885 + ca. 1930                          |           | Dreef bij 7      | 51° 44' 50" NB, 5° 12' 24" OL | 529095 | Meer afbeeldingen |
| Well: waterpomp | Tuin, park en plantsoen   | ca. 1885                                 |           | Dreef bij 7      | 51° 44' 48" NB, 5° 12' 24" OL | 529098 | Meer afbeeldingen |
| Well: natuurstenen leeuw | Tuin, park en plantsoen   | derde kwart 19e eeuw                     |           | Dreef bij 7      | 51° 44' 47" NB, 5° 12' 23" OL | 529099 | Meer afbeeldingen |